# Euphilomedes africana
Euphilomedes africana is een mosselkreeftjessoort uit de familie van de Philomedidae. De wetenschappelijke naam van de soort is voor het eerst geldig gepubliceerd in 1940 door Klie.